# Wykin
Wykin – przysiółek w Anglii, w Leicestershire. W latach 1870–1872 osada liczyła 76 mieszkańców.